# Жгаљићи
Жгаљићи (хрв. Žgaljići) су насељено место у саставу града Крк, на острву Крк, Приморско-горанска жупанија, Хрватска.

## Историја
До територијалне реорганизације у Хрватској били су у саставу старе општине Крк.

## Становништво
На попису становништва из 2011. године, Жгаљићи су имали 58 становника.
| Број становника према пописима | Број становника према пописима | Број становника према пописима | Број становника према пописима | Број становника према пописима | Број становника према пописима | Број становника према пописима | Број становника према пописима | Број становника према пописима | Број становника према пописима | Број становника према пописима | Број становника према пописима | Број становника према пописима | Број становника према пописима | Број становника према пописима | Број становника према пописима |
| ------------------------------ | ------------------------------ | ------------------------------ | ------------------------------ | ------------------------------ | ------------------------------ | ------------------------------ | ------------------------------ | ------------------------------ | ------------------------------ | ------------------------------ | ------------------------------ | ------------------------------ | ------------------------------ | ------------------------------ | ------------------------------ |
| 1857                           | 1869                           | 1880                           | 1890                           | 1900                           | 1910                           | 1921                           | 1931                           | 1948                           | 1953                           | 1961                           | 1971                           | 1981                           | 1991                           | 2001                           | 2011                           |
| 36                             | 40                             | 44                             | 63                             | 58                             | 43                             | 44                             | 45                             | 60                             | 63                             | 49                             | 44                             | 25                             | 32                             | 36                             | 58                             |

Напомена: Године 1921. и 1931. исказивано под именом Жгаљићи. До 1971. исказивано под именом Жгаљић.